# Penny Dreadful (film)
Penny Dreadful är en amerikansk skräckfilm från 2006, skriven och regisserad av Richard Brandes.

## Handling
Unga Penny har en stark fobi för att åka bil. Som en del av rehabiliteringen tar hennes psykolog med henne på en lång bilresa. När en rad oväntade händelser inträffar, utvecklar sig den redan svåra resan till den värsta mardrömmen Penny kunnat föreställa sig.

## Rollista (i urval)
- Rachel Miner - Penny

- Mimi Rogers - Orianna Volkes
- Chad Todhunter - Alvin
- Michael Berryman - Bensinstationsbiträde
- Mickey Jones - Eddie

## Utgivning
År 2008 gavs den ut på dvd i Sverige av Noble Entertainment AB.